# Hans Hansen (Maler, 1920)

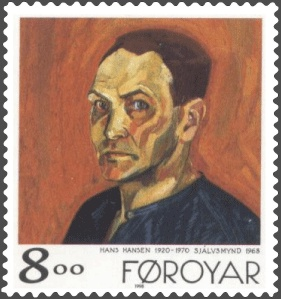
Sjálvsmynd (Selbstbild) 1968, 50 × 44 cm, auf einer Briefmarke von 1998

Hans Hansen (* 14. November 1920 in Mikladalur, Färöer; † 8. März 1970 in Kopenhagen), auch bekannt als Hans í Mikladali, war ein färöischer Maler.

## Leben und Werk
Hans wurde in dem entlegenen Dorf Mikladalur auf Kalsoy geboren. Wie andere junge Männer seiner Generation ging er im Alter von 15 Jahren als Hochseefischer zur See. Später machte er eine Malerlehre und wurde 1942 Malergeselle. Während des Krieges lebte er in Island, wo die Begegnung mit der Kunst Johannes Kjarvals sein Interesse für die Malerei animierte. 1949 zog Hans Hansen nach Kopenhagen, um zunächst an Bizzie Høyers Zeichenschule (1949–1953) und später an der Schule für Bildende Kunst der Königlich Dänischen Kunstakademie (1953–1957) zu studieren. An der Kunstakademie studierte er auch die Technik der Freskomalerei. 1958 fuhr er zusammen mit seinem Landsmann und Künstlerkollegen Ingálvur av Reyni zu einer Studienreise nach Paris.
Nach Beendung seiner Ausbildung ließ er sich in Tórshavn nieder, wo er als Maler arbeitete. Hans Hansen gehört zu der um das Jahr 1920 geborenen, bahnbrechenden Generation färöischer Maler, die bereits in ihrer Jugend vom Künstler Sámal Joensen-Mikines inspiriert wurden. Thematisch war er stark mit den Landschaften, Häusern und Menschen seines Heimatdorfes verbunden.
Während eines Aufenthaltes in Ravenna studierte er 1962 eingehender die Technik der Freskomalerei sowie die Mosaiktechnik. Er hatte zweifellos die Absicht, monumentale Dekorationen auszuführen, doch aufgrund von Krankheiten und wegen seines frühen Todes konnte er nur zwei größere Werke in diesen Techniken vollenden. Es liegen jedoch einige kleinere Werke in Fresko und Mosaik vor. Die Freskomalerei hatte für Hans Hansen eine besondere Bedeutung. So versuchte er auch bei seinen Ölgemälden, die besondere Oberflächenwirkung, den klaren Farbklang und den charakteristischen pastoralen Ton zu erlangen, die kennzeichnend für Freskofarben sind. Charakteristisch für seine Landschaften und Porträts sind die klare Form, die Reinheit und Leuchtkraft der Farben und ein persönlicher lyrischer Ton.
Begraben wurde er in Mikladalur.
Siehe auch: Färöische Kunst

## Dekorationen
- Wandmalerei in der Schule von Fuglafjørður 1959–1960 zusammen mit Ingálvur av Reyni
- Fresko in der Volkshochschule der Färöer, Tórshavn 1961
- Wandmosaik in der Føroya Banki, Klaksvík 1964